# Savel (chanteur)
Yann Savel est un auteur-compositeur-interprète né à Nantes le 10 janvier 1972. Il est l'auteur, sous le nom de Savel, de quatre albums (XIII bis records / Les Disques en chantier), et de deux maxis. Parallèlement à la chanson, il compose des musiques de courts métrages, des chansons pour enfants, des musiques de scène et de la musique instrumentale. 
En 2006, il crée le duo Nyna Valès (une anagramme de Yann Savel) avec la chanteuse Nathalie Carudel. Le groupe sort en 2008 leur premier album intitulé L'atmosphère sur la maison de disques Prikosnovénie puis un second, intitulé Je m'anime en 2010, disques dont il signe l'ensemble des chansons.    
À partir de 2015, le groupe entame une collaboration avec des musiciens indiens de l'État du Tamil Nadu, spécialisés dans la musique carnatique, musique classique du sud de l'Inde. Cette collaboration donne lieu à une série de concerts en France et à une tournée dans toute l'Inde avec la violoniste et chanteuse Subhalakshmi Akkarai puis, à la réalisation d'un album « Rencontres indiennes » avec l'ensemble des musiciens indiens.    

## Discographie
- 2016 : Rencontres indiennes - 3ème albun de  Nyna Valès - 9 titres
- 2016 : Rencontres indiennes - Maxi de  Nyna Valès - 4 titres
- 2010 : Je m'anime - 2nd album de  Nyna Valès - 10 titres et un clip (Les Disques en Chantier)
- 2008 : TERMINAL - 4ème album de SAVEL - 13 titres et 2 clips (Les disques en chantier)
- 2008 : L'atmosphère - 1er album de Nyna Valès - 12 titres (Prikosnovénie)
- 2004 : Un disque pour mon tamanoir - 3ème album de SAVEL - 12 titres (XIII bis records)
- 2003 : Je mens par omission - maxi de SAVEL - 4 titres
- 2000 : Notes-personnes - 2nd album de SAVEL - 12 titres (XIII bis records)
- 1998 : Histoire d'un séducteur en morceaux - 1er album de SAVEL - 12 titres (XIII bis records)
- 1996 : Eléva - 1er maxi de SAVEL -  5 titres (Si j'étais vous)
- 1994 : 1000 Spirales - maxi 4 titres (Cindie)

## Compilations
- 1996 : Compilation CD Les Belles promesses - titres : Félice et Sans cesse (XIIIbis/WMD).
- 1996 : Compilation CD Athlètes et psychologues - titre : Marelle Majda
- 1997 : Compilation CD les nantais jouent acoustique - titre : Rire ensemble
- 1998 : Compilation CD Tribute to the Little Rabbits - titre : Le climat stigmatisé  (Premier disque)
- 1999 : Compilation CD What's my punk ? - titres La désobéissance  (Dialecktik)
- 1999 : Compilation CD Ici Rennes via Nantes - titre : Tu es si maline  (Labelulle)
- 2000 : Compilation CD japonaise Allo la France - titre : Les desiderata  (Polydor)
- 2003 : Compilation CD Découvertes de Printemps de Bourges - titre : Ce n'est pas une cigarette
- 2004 : Compilation CD L'humeur vagabonde en hommage à Jeanne Moreau - titre : Quelle merveille ton cœur
- 2007 : Compilation CD Sorry but home recording records  pour les 5 ans du label - titre : le rital et la gamine reprise de Rémy chante

## Musique instrumentale
Courts-métrages
- 2007 : musique du court-métrage de Céline Novel Boulevard l'Océan.
- 2003 : musique du court-métrage de Colas Ricard En-corps.
- 2001 : musique du moyen-métrage d'Antoine Moreau Maloriage .
- 1998 : musique du court-métrage de Gild Gàbor Rien n'a ordinairement l'air plus vrai que le faux.

Ciné-concert
- 2012 : composition d'une musique pour un docu-concert sur le documentaire « Les Abysses » produit par la BBC.
- 2005 : composition d'une musique pour un ciné-concert sur le film de Carl Theodor Dreyer « La passion de Jeanne d'Arc » (1928).
- 2004 : composition d'une musique pour le ciné-concert sur le film « Les Oiseaux » d'Alfred Hitchcock.